# Лущак Мирон-Михайло Васильович
Мирон-Михайло Лущак (25 жовтня 1925, Мужилів — 3 червня 2018) — інженер-хімік, громадський діяч, голова видавництва «Літопис УПА», член Товариства колишніх вояків УПА ім. генерал-хорунжого Романа Шухевича — «Тараса Чупринки» в США.

## Життєпис
Воював у складі 14 гренадерської дивізії «Галичина» (1944—1945). Навчався в Українському економічному інституті в Мюнхені (1947—1950) та Університеті Рузвельта в США (1967).
Із 1966 року — інженер-дослідник в Американському дослідному центрі. Автор ряду винаходів. Член товариства українських інженерів Америки, товариства дослідників лісових продуктів. Був активним членом Спілки Української Молоді в США: 1950—1960 займав виконавчі посади в Північно-Чиказькому відділенні, згодом — президент Палатійного. відділення.
Автор публікацій у періодиці.